# ذبابيات منشارية سكينية
الذبابيات المنشارية السكينية أو الدبابير المنشارية الزيليدية (الاسم العلمي Xyelidae)، فصيلة حشرات صغيرة من عديمات الخصر ورتبة غشائيات الأجنحة. أنواعه 50 ضمن خمسة أجناس. مع سجل أحفوري واسع النطاق، حيث تملك أقم سجل أحفوري لغشائيات الأجنحة، التي يعود تاريخها لعصر الثلاثي، ما بين 245 و208 مليون سنة مضت.